# سيريل ليموان
سيريل ليموان (بالفرنسية: Cyril Lemoine)‏ ولد بتاريخ 3 مارس 1983 في تور، هو دراج فرنسي في صنف سباق الدراجات على الطريق.

## وصلات خارجية
- الموقع%20الرسمي

## روابط خارجية
- سيريل ليموان على موقع الاتحاد الدولي للدراجات (الإنجليزية)
- سيريل ليموان على موقع أرشيف الدراجات (الإنجليزية)
- سيريل ليموان على موقع إحصائيات الدراجات الإحترافية (الإنجليزية)
- سيريل ليموان على موقع نسبة الدراجات (الإنجليزية)